# ビル・マゴワン

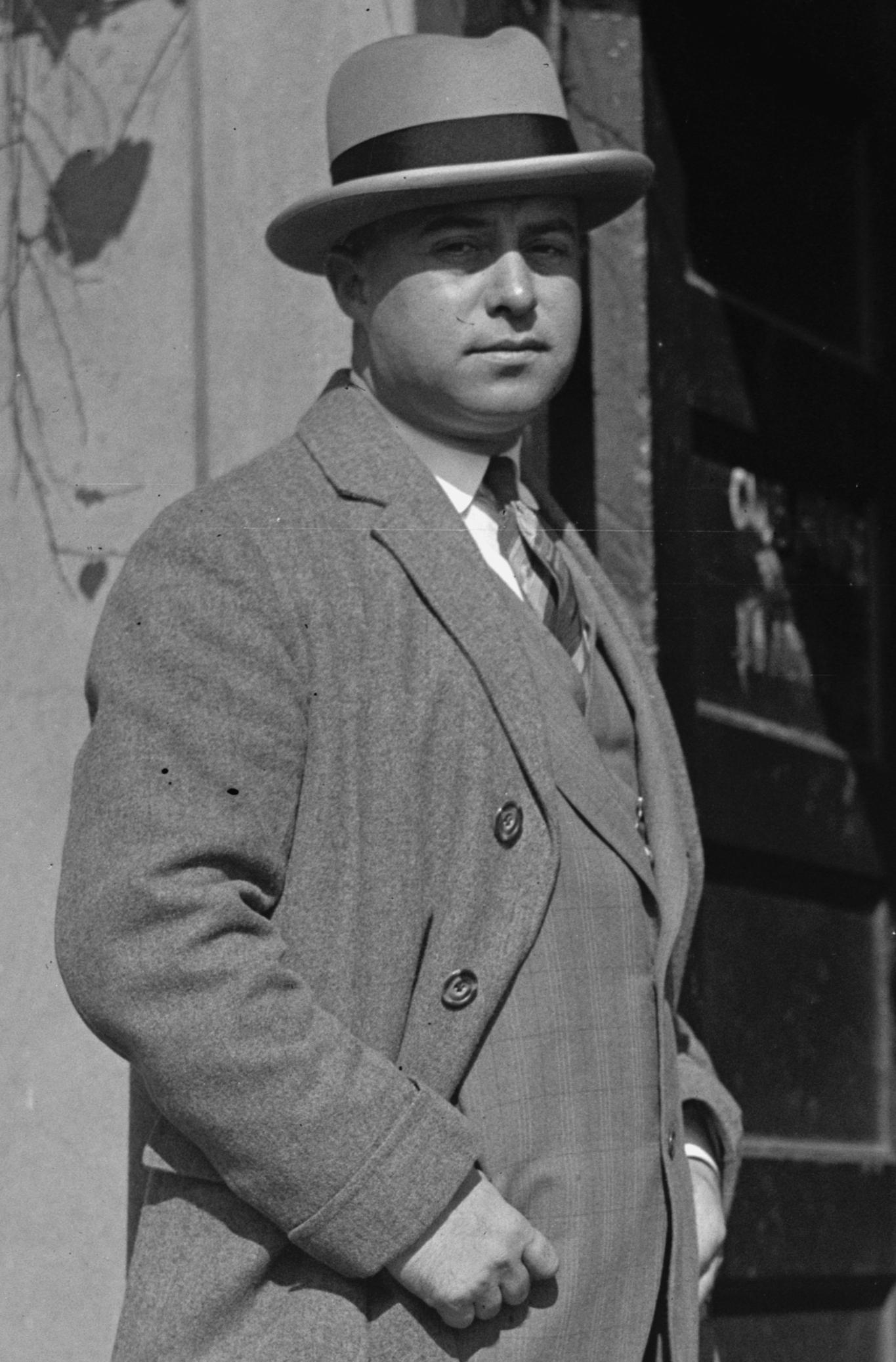
ビル・マゴワン(1925年)

ビル・マゴワン（William Aloysius "Bill" McGowan、1896年1月18日 - 1954年12月9日）は、アメリカ・メジャーリーグの審判員。デラウェア州ウィルミントン生まれ。1992年にアメリカ野球殿堂入りを果たした。

## 経歴・人物
1925年からアメリカンリーグに所属。判定のスタイルはかなり派手で攻撃的で、「客は金を払って審判を見に来ているのではない」という格言に当てはまらない人だったという。退場させた選手の数は少なく、その確かな技術により選手達からも尊敬を集めていた。ワールドシリーズは1928年から計8年出場、また1933年には、初めて開催されたオールスターゲームの二塁塁審をつとめ、以後合計4試合を裁いている。
レギュラーシーズンは実働30年で4400試合以上に出場、この中には16年に渡る、2541試合の連続フルイニング出場の記録も含まれている。1954年7月27日の試合を最後に審判職を退き、同年メリーランド州で死去。

## 審判歴
在籍：アメリカンリーグ（1925-1954年）
- 出場試合数：
  - レギュラーシーズン：4423試合
  - ワールドシリーズ：43試合
  - オールスターゲーム：4試合（1933年、1937年、1942年、1950年）

## 在職中の出来事
- 1931年4月26日の試合で、ルー・ゲーリッグが放ったホームランの打球が、センターの観客席に当たって跳ね返り、外野手のグラブに納まった。走者のリン・ラリーは、打球が本塁打かどうか確認できずに塁上にいたため、ゲーリッグがうっかりラリーを追い越してしまった。マゴワンはアウトの判定を下し、ゲーリッグは本塁打をフイにしてしまう。ゲーリッグはこの年、本塁打王をベーブ・ルースと分け合うことになった。
- 1938年6月7日の試合で、クリーブランド・インディアンスの投手ジョニー・アレンが、打者の気を散らそうとして、右袖にひらひらする布のついたアンダーシャツを着てきた。マゴワンはシャツの袖を切るように命じたが、アレンはこれを拒否したため退場処分となった。後にアレンには250ドルの罰金を科せられ、シャツはアメリカ野球殿堂に送られた。
- 1941年には、この年絶好調で打率3割9分9厘5毛のテッド・ウィリアムズの最終戦となるダブルヘッダーの球審を務めた。マゴワンは、ウィリアムズの最初の打席でホームプレートを掃きながら、「四割を達成したいなら、力を抜くんだぞ」と言った。ウィリアムズはその2試合で8打数6安打して4割を達成した。後年ウィリアムズは「彼が呪縛を解いてくれたのかもしれない」と語っている。
- 1948年7月19日のインディアンス対セネタースの試合で、判定にずっと文句を言い続けていたセネタースの投手レイ・スカボローに対し、マゴワンは持っていたボール/ストライクのカウンターを投げつけ、セネタースの監督・コーチを含む数人を退場処分にしてしまう。翌日、コミッショナーだったウィル・ハリッジは、マゴワンに前例のない10日間の出場停止と500ドルの罰金の裁定を下した。
- 1952年8月6日のブラウンズ対タイガース戦で、マゴワンはダグアウトからずっとマゴワンを野次っていたタイガースの投手ビリー・ホーフトを退場させた。元々マゴワンと仲の悪かったセントルイスの記者が、誰が退場になったかを尋ねても、マゴワンは答えを拒み記者を追い返してしまった。この時もマゴワンは出場停止処分を受けたが、1週間程度で復職した。